# Droga wojewódzka 319
Die Droga wojewódzka 319 ist eine Woiwodschaftsstraße in den polnischen Woiwodschaften Lebus und Niederschlesien. Die Straße beginnt in Stare Strącze (Alt Strunz) und führt nach Serby (Zerbau), wo sie sich mit der Droga krajowa 12 trifft. In ihrem Verlauf trifft die Straße zudem auf die Droga wojewódzka 321. Die DW 319 hat eine Gesamtlänge von 21 Kilometern.